# Chokotonk River
Der Chokotonk River ist ein Fluss im Lake-Clark-Nationalpark im Südwesten des US-Bundesstaats Alaska.

## Verlauf
Der Chokotonk River wird auf einer Höhe von 800 m von einem Gletscher der Chigmit Mountains gespeist. Er fließt anfangs 10 Kilometer in nordwestlicher Richtung. Südlich des Moose Pasture Pass wendet er sich nach Südwesten und mündet nach einer Gesamtfließstrecke von 35 Kilometern in das nördliche Ende des Little Lakes Clark, dem nördlichen Seebecken des Lake Clark. Das Einzugsgebiet umfasst 435 km².